# Pressefreiheit in Eritrea
Eritrea wurde mit der Abspaltung von Äthiopien im Jahr 1991 unabhängig. Die Eritreische Volksbefreiungsfront (EPLF) versprach damals, einen demokratischen Staat aufzubauen, was jedoch nicht eingehalten wurde.
Eritrea ist der einzige afrikanische Staat südlich der Sahara, der private Medien verbietet. Auf der  weltweiten Rangliste der Pressefreiheit belegt das Land regelmäßig einen der letzten Plätze.

Lage Eritreas

## Geschichte der Pressefreiheit in Eritrea
Private Zeitungen wurden erstmals 1998 erlaubt, daraufhin wurden acht Zeitungen gegründet. Sie beeinflussten die öffentliche Meinungsbildung wesentlich und die Forderung nach Demokratisierung sowie Kritik an der Regierung wurde durch sie möglich. Sie verkauften mehr Exemplare (mit ca. 45 000) als die regierungstreue Presse. Am 18. September 2001 endete die Liberalisierung der Presse jedoch abrupt. Die unabhängigen Zeitungen hatten einen Brief der „G-15“ veröffentlicht und positiv kommentiert. In dem offenen Brief warf die G-15 dem Präsidenten, Isayas Afewerki, und der Regierung vor, rechtswidrig gehandelt und gegen die Verfassung verstoßen zu haben. 

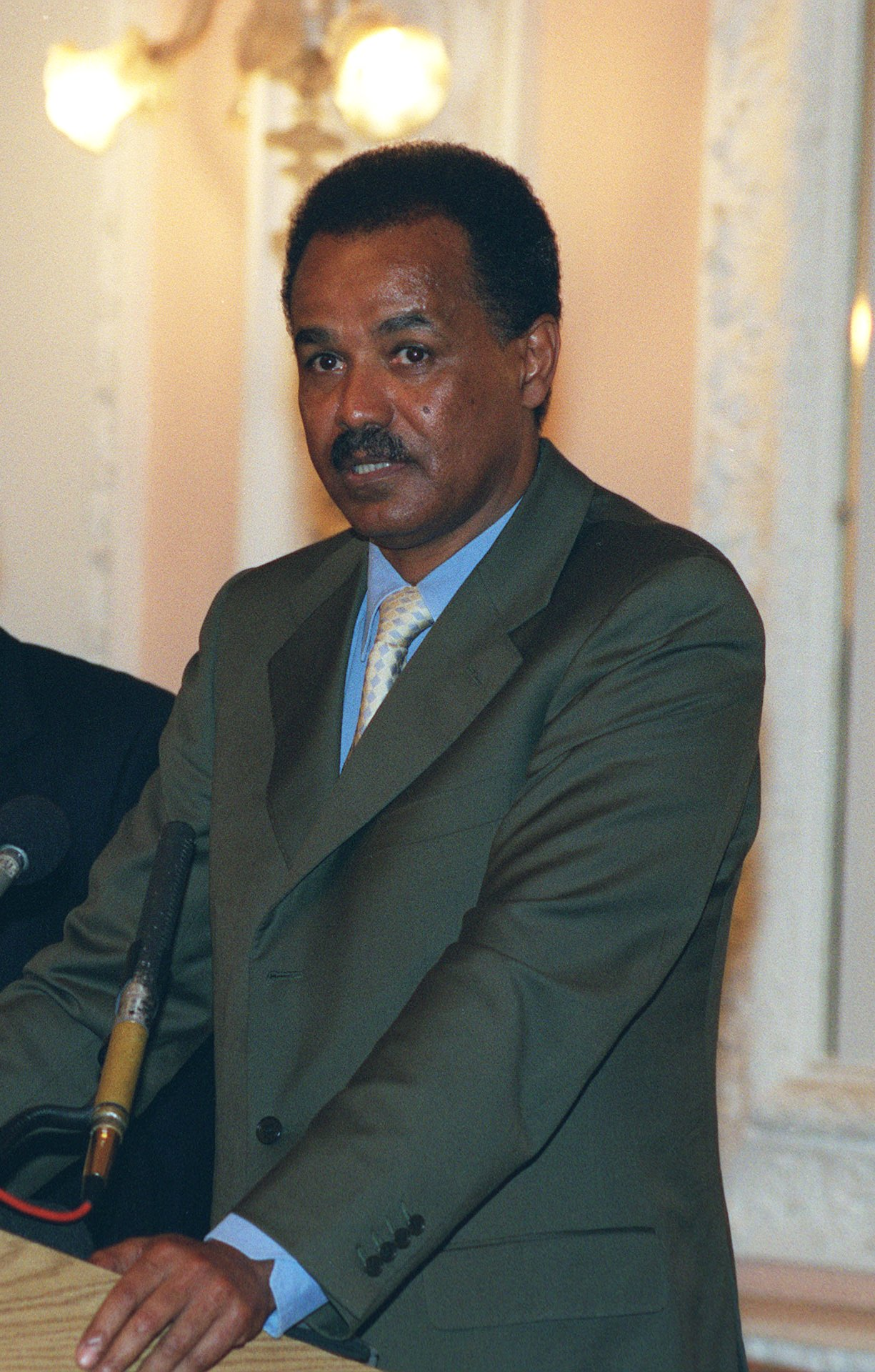
Präsident Isayas Afewerki

Mit der Begründung „gegen das Pressegesetz zu verstoßen“ und „die Einheit und die Interessen des Landes zu gefährden“ wurden daraufhin alle unabhängigen Zeitungen verboten und zehn Journalisten inhaftiert. Sie wurden ohne jegliche Beweise beschuldigt, äthiopische Spione zu sein.

## Heutige Situation
In Eritrea gibt es heute nur noch staatlich kontrollierte Medien. Die nach der Unabhängigkeit gegründete Tageszeitung Hadas Ertr erscheint von Dienstag bis Samstag in Tigrinya und Arabisch. Die Zeitung Eritrea Profile ist englischsprachig und erscheint jeweils mittwochs und donnerstags. Sämtliche Zeitungen sind auf der Website des eritreischen Informationsministeriums zu lesen. Eri-TV ist mit zwei Kanälen der einzige Fernsehsender Eritreas. Die Radiostation Eritreas heißt Dimtzi Hafash.
Wegen der strengen Zensur ist es für die Bürger unmöglich, zwischen Wahrheit und Propaganda zu unterscheiden. Über das Internet könnte die eritreische Bevölkerung unzensierte Nachrichten erhalten, denn es gibt einige Journalisten im Exil, die über Websites, Internetradio/-fernsehen oder Videos unabhängige Berichterstattung liefern. Nur 3 % der Eritreer haben jedoch Internetzugang. Vor allem auf dem Land ist die Bevölkerung auf die einseitige Information und Propaganda der Regierung angewiesen. Eritrea wird in der Literatur häufig als „Afrikas Nordkorea“ bezeichnet, da diese beiden Länder weltweit die einzigen ohne jegliche freie Presse sind. Derzeit werden etwa 16 Journalisten in Gefängnissen Eritreas festgehalten. Vier von ihnen sind aufgrund der unmenschlichen Bedingungen gestorben oder haben Selbstmord begangen.
Auf der Rangliste der Pressefreiheit belegte Eritrea in den letzten Jahren die folgenden Plätze:
|                      | 2002    | 2003    | 2004    | 2005    | 2006    | 2007    | 2008    | 2009    | 2010    | 2011/12 | 2013    | 2014    | 2015    | 2016    |
| -------------------- | ------- | ------- | ------- | ------- | ------- | ------- | ------- | ------- | ------- | ------- | ------- | ------- | ------- | ------- |
| Weltweite Einstufung | 132/139 | 162/166 | 163/167 | 166/167 | 166/168 | 169/169 | 173/173 | 175/175 | 178/178 | 179/179 | 179/179 | 180/180 | 180/180 | 180/180 |
| Note von RSF         | 83,67   | 91,50   | 93,25   | 99,75   | 109     | 114,75  | 97,50   | 115,50  | 105,00  | 142,00  | 84,83   | 84,83   | 84,86   | 83,92   |

Über die Benotung von Reporter ohne Grenzen (ROG): Je höher die Zahl, desto schlechter ist die Situation.

## Rundfunk
Der Radiosender Radio Erena, der von eritreischen Journalisten im Exil mit Hilfe von Reporter ohne Grenzen gegründet wurde und seit dem 15. Juni 2009 von Paris aus auf Sendung ist, bietet über Satellit ein freies, unabhängiges Programm. Das Ziel des Programms ist es, den Bürgern Eritreas unabhängige Nachrichten zugänglich zu machen. Dies ist eine effektive Art sie zu erreichen, da die Analphabetenquote in Eritrea mit 41,4 % sehr hoch ist. Der Sender bietet kritische Berichterstattung, kulturelle Sendungen bis zu einem Jugendprogramm und sowohl eritreischer als auch internationaler Musik.